# Rémécourt
Rémécourt é uma comuna francesa na região administrativa de Altos da França, no departamento de Oise. Estende-se por uma área de 2,78 km². Em 2010 a comuna tinha 78 habitantes (densidade: 28,1 hab./km²).